# Archivio Piancastelli

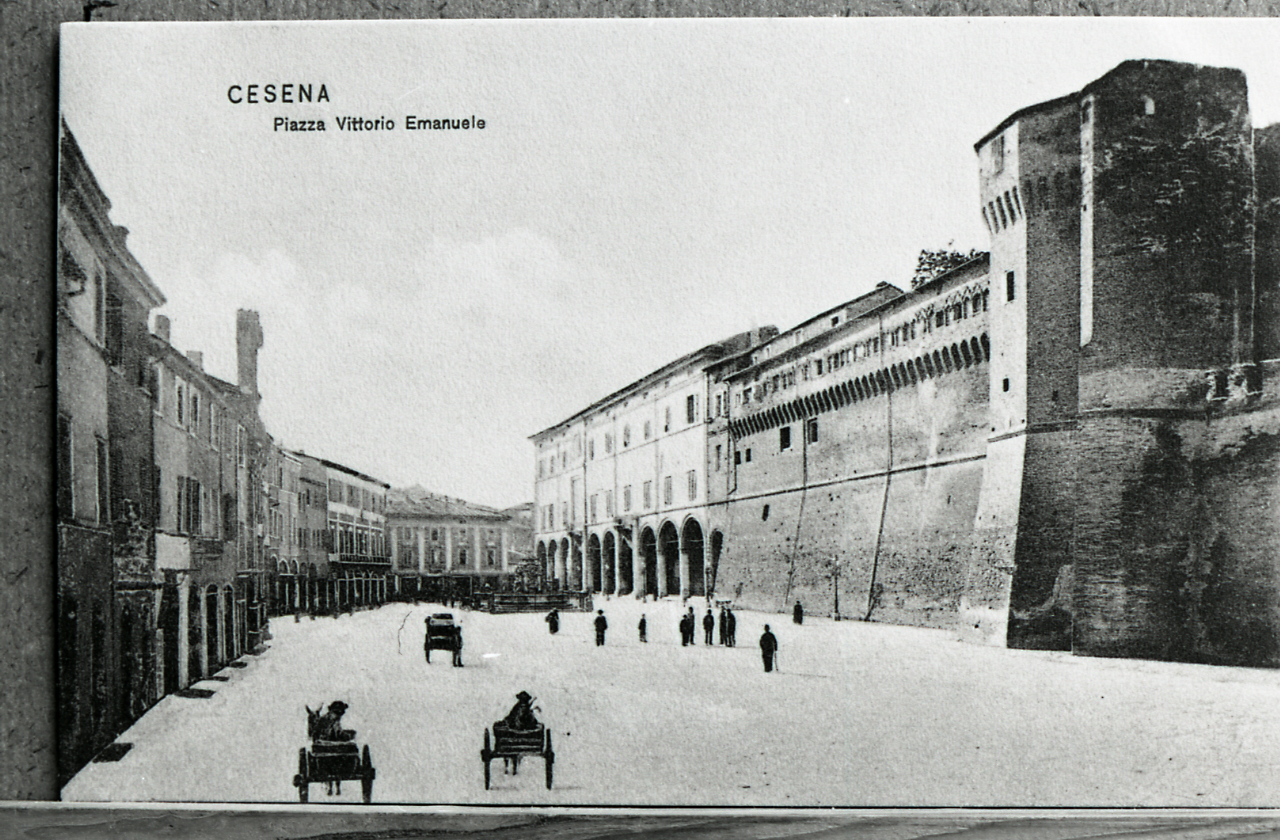
Piazza Vittorio Emanuele a Cesena (cartolina).

L'Archivio Piancastelli è una raccolta creata dal fusignanese Carlo Piancastelli (1867-1938), donata dal fondatore alla biblioteca civica Aurelio Saffi di Forlì. Essa comprende tutta la collezione appartenuta al Piancastelli, tra cui un ricchissimo monetiere imperiale romano, oltre a numerosi quadri.

## Descrizione
I grandi mutamenti sociali e le vicende politiche relative all'unità d'Italia crearono in Piancastelli il desiderio di conservare la memoria e le tradizioni della sua terra. Avviò così, sin da quando era studente universitario, la raccolta di cante, fiabe e proverbi che potessero testimoniare la civiltà e le consuetudini della Romagna. Alla terra di origine di Piancastelli sono dedicati la maggior parte dei 55.000 volumi e degli oltre 220.000 documenti, disegni, incisioni, cartoline che lo costituiscono. Si tratta di un patrimonio fondamentale per la conoscenza della storia della Romagna e anche del Risorgimento italiano.
A partire dal tema principale, che è la Romagna, i criteri delle raccolte operate da Piancastelli sono apparentemente vasti fino all'eclettismo.
Il fatto è che il collezionista riteneva rilevante e degno di essere documentato ogni personaggio che in qualche modo avesse avuto a che fare con il territorio (quello esteso appena accennato) anche solo per il passaggio e la permanenza in relazione alle attività svolte. Questo criterio di attenzione poteva estendersi anche a colui (o coloro) che aveva avuto contatti col personaggio legato alla Romagna. Per questi motivi possiamo trovare ogni genere di contatti e presenze, inaspettate se non si entra in questo universo ideale.
Tra le poche cose mancanti in questo "universo piancastelliano" vi sono i materiali relativi alla discografia e alla cinematografia del suo tempo. Ricca, invece, la raccolta di cartoline provenienti da moltissime località; non vasta la pinacoteca. Tra i materiali d'arte si ricordano la raccolta delle incisioni di Bernardino Rosaspina.
Tra i numerosi autografi di musicisti che in qualche modo hanno avuto a che fare con la Romagna troviamo così, ad esempio, materiali del padre di Mozart (Leopold) e di Mozart stesso; manifesti della fine dell'Ottocento di opere di Verdi date a Vienna, 800 lettere autografe di Rossini, manoscritti musicali del pugliese Mercadante.
Notevole anche la raccolta di lettere autografe di grandi personaggi storici, specialmente legati al Risorgimento italiano.
Il collezionista fece realizzare la catalogazione dei volumi delle raccolte su schede cartacee di un catalogo di tipo Staderini ancora utilizzato. Negli anni dieci del XXI secolo la catalogazione digitale dei materiali delle Raccolte, già avviata, non è ancora stata completata. Tutte le sezioni delle Raccolte sono corredate di inventari cartacei (manoscritti e a stampa).

Cartoline dalla collezione dell'Archivio Piancastelli
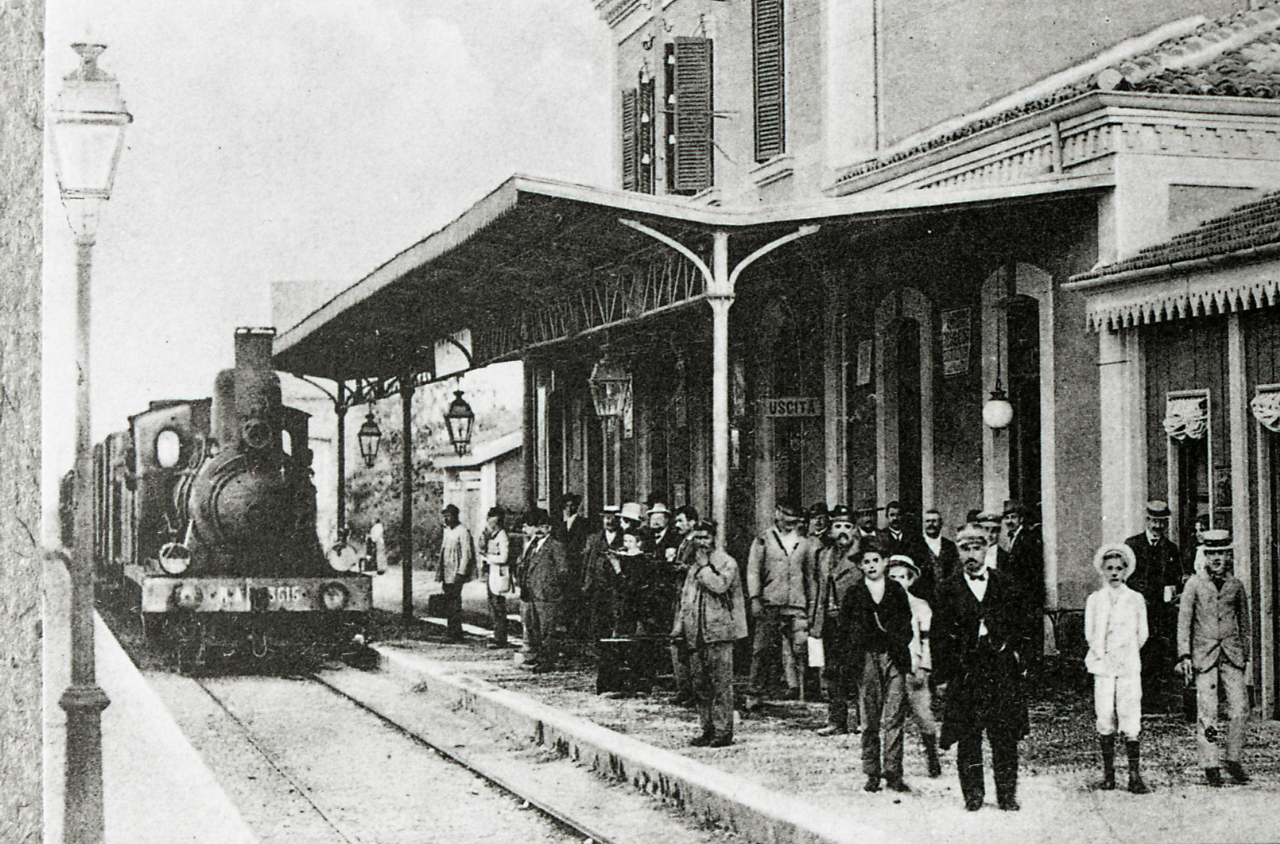
Stazione di Cesena
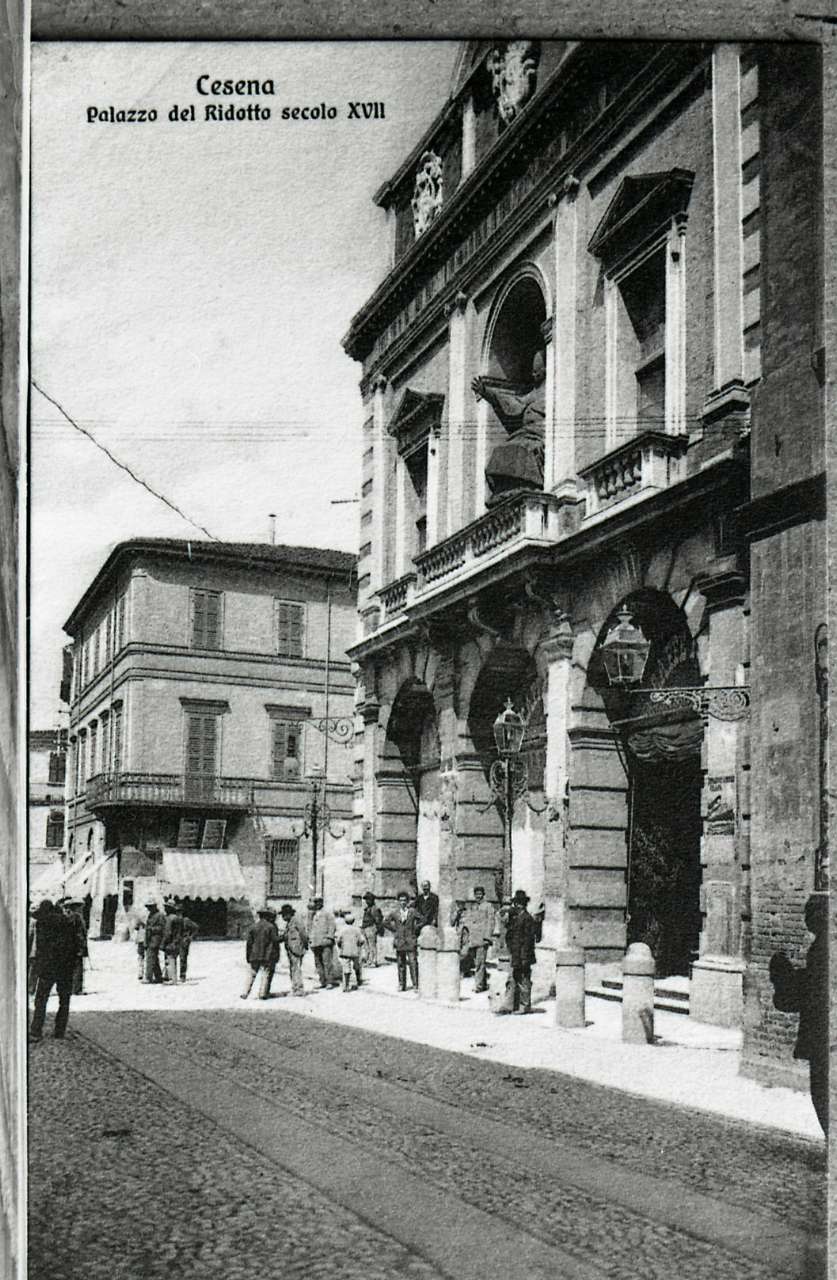
Cesena, Palazzo del Ridotto
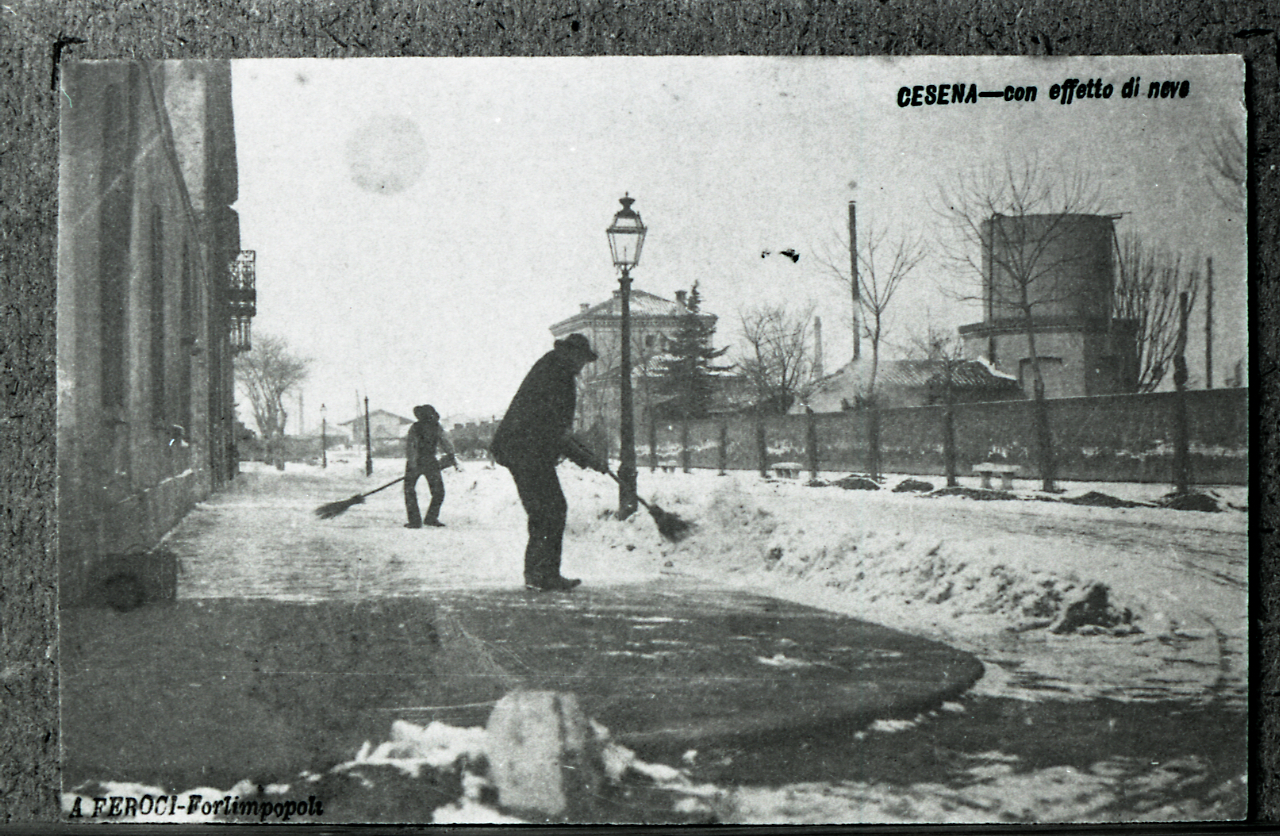
Cesena - con effetto neve
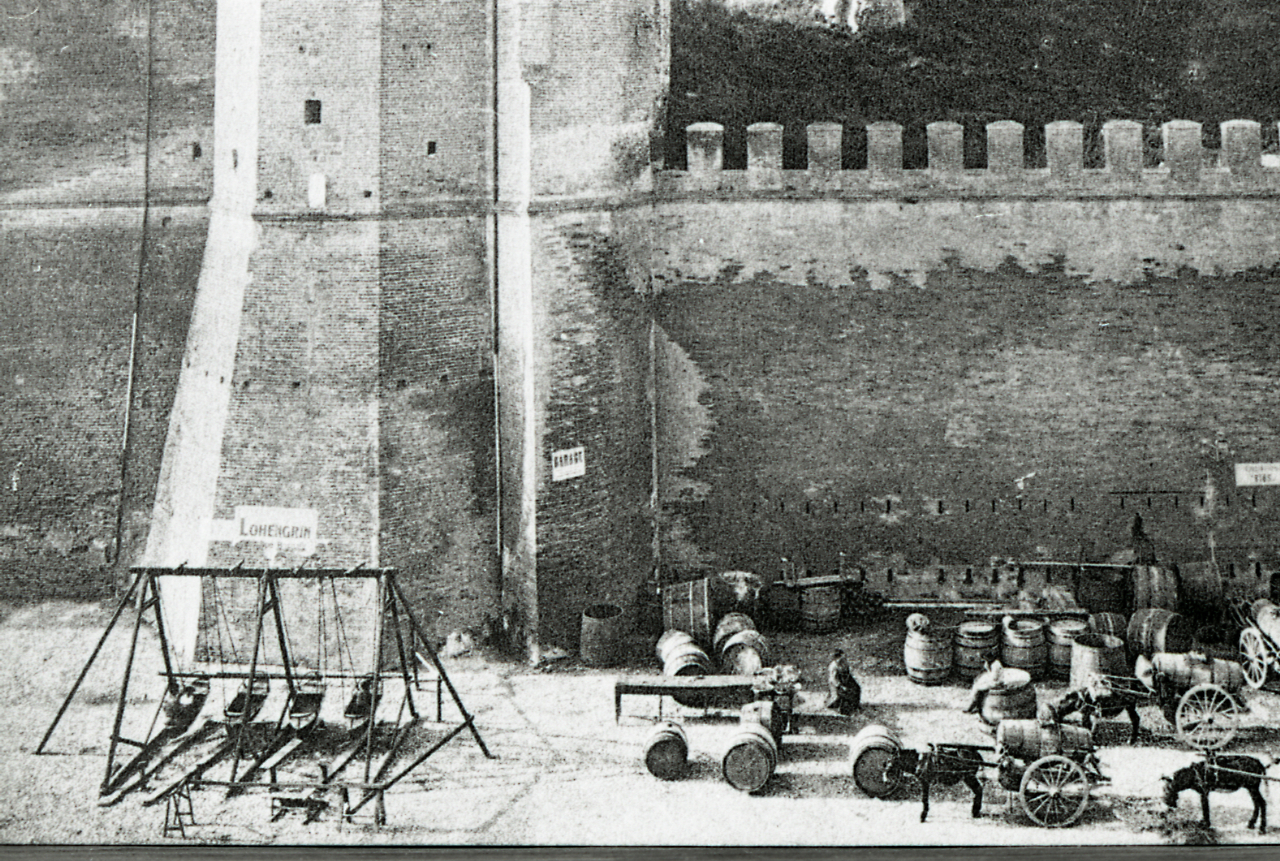
Lohengrin
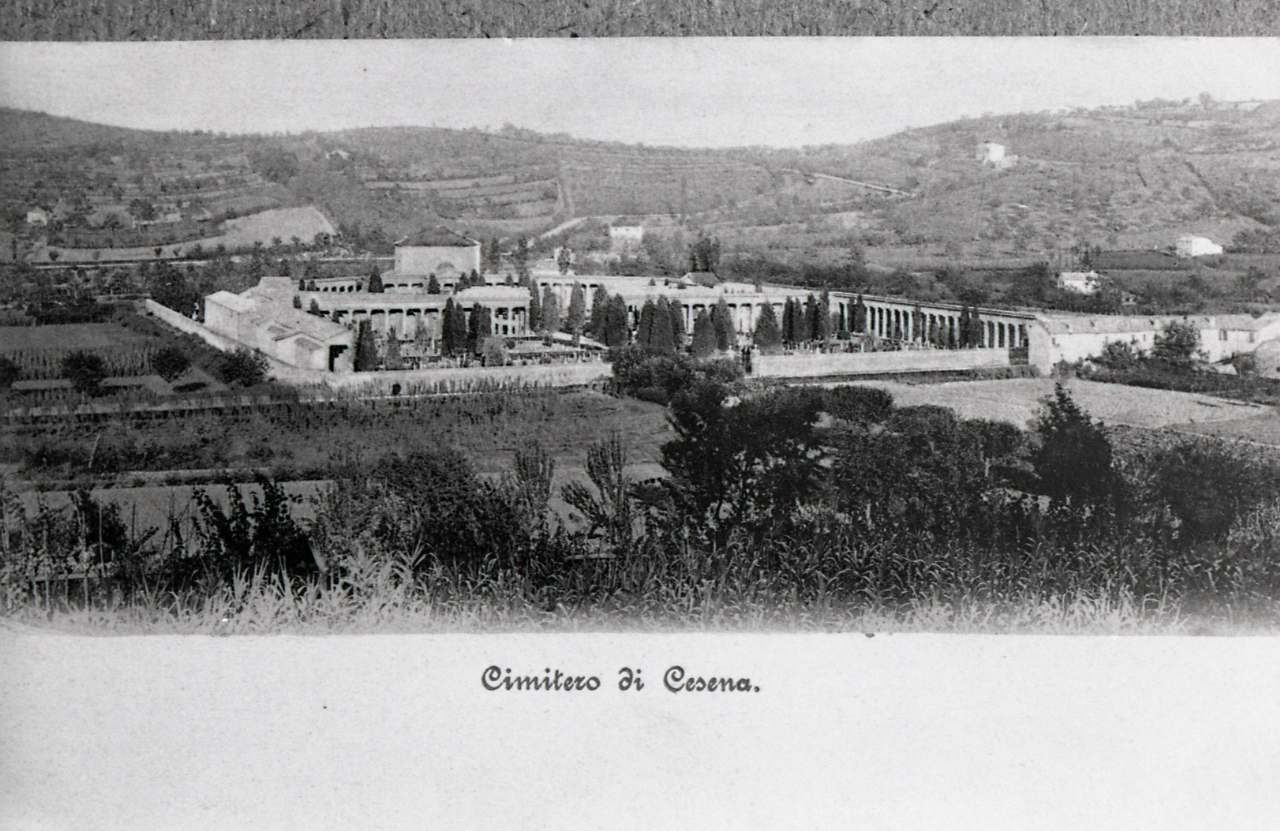
Cimitero di Cesena